# Hospital Alemán de Valparaíso
El Hospital Alemán de Valparaíso fue un recinto hospitalario ubicado en el cerro Alegre, en la ciudad de Valparaíso, Chile. Fue fundado en 1877 para dar apoyo al antiguo Hospital San Juan de Dios.
El primer directorio logró reunir los fondos necesarios para comprar la Quinta Buchanan en la parte alta del cerro Alegre. En 1879 se construyó un pabellón para enfermos de viruela, en 1896 un equipo de esterilización, en 1906 la instalación de energía eléctrica y aparatos para radiología, y en 1909 la unidad de maternidad. A medida que se ampliaban las instalaciones, la calle que subía por la colina tomó el nombre de calle Hospital, que luego tomó el nombre del médico Guillermo Munnich.
Funcionó hasta el año 2010, y en el lugar se instaló un conjunto de departamentos habitacionales.